# Webbexperiment
Ett webbexperiment är ett experiment som bedrivs via Internet. Webbexperiment kan ha ett vetenskapligt, konstnärligt, eller pedagogiskt syfte. 
Vetenskapliga webbexperiment förekommer mest inom psykologisk forskning. Där är det fråga om försök med försökspersoner som deltar via Internet. Forskaren är intresserad av försökspersonernas reaktion på stimuli och av svaren på frågor om dessa. Det är människans perception, tankar, känslor, beteende och samspel med andra människor, även med automater, som kan vara föremål för forskningen. Enkätundersökningar bland internetanvändare brukar inte betraktas som webbexperiment. 
Konstnärliga webbexperiment förekommer inom teaterns, musikens och den grafiska konstens domäner. Experimentatorn är intresserad av att presentera ett alster för en geografiskt spridd publik. 
Pedagogiska webbexperiment kan vara av naturvetenskapligt slag. Där är det fråga om laboratorieexperiment som kan styras via Internet. Experiment i vilka deltagare kan ingripa på distans erbjuds även av somliga museer för en bredare allmänhet. Webbexperiment kan användas i övningssyfte för att träna vissa färdigheter.

## Länkar till psykologiska webbexperiment
- The web experiment list (mest engelsk- och tyskspråkiga experiment)
- Hör du också med ögonen? (ett svenskspråkigt experiment)